# Alleanza per la Democrazia in Mali
L'Alleanza per la Democrazia in Mali - Partito Panafricano per la Libertà, la Solidarietà e la Giustizia (in francese: Alliance pour la Démocratie au Mali - Parti Pan-Africain pour la Liberté, la Solidarité et la Justice, Adéma-PASJ) è un partito politico maliano di orientamento socialdemocratico fondato nel 1990 a seguito della confluenza di vari movimenti di opposizione al governo di Moussa Traoré.
Leader del partito è Tiémoko Sangaré.

## Risultati
| Elezione                 | Seggi     |
| ------------------------ | --------- |
| Parlamentari 1992        | 76 / 129  |
| Parlamentari 1997 (Apr.) | 76 / 129  |
| Parlamentari 1997 (Lug.) | 128 / 147 |
| Parlamentari 2002        | 53 / 147  |
| Parlamentari 2007        | 51 / 147  |
| Parlamentari 2013        | 16 / 147  |

| Elezione | Elezione           | Candidato              | Voti      | %     | Esito      |
| --- | ------------------ | ---------------------- | --------- | ----- | ---------- |
| Presidenziali 1992 | I turno            | Alpha Oumar Konaré     | 493.973   | 45,00 | Eletto     |
| Presidenziali 1992 | II turno           | Alpha Oumar Konaré     | 693.167   | 69,01 | Eletto     |
| Presidenziali 1997 | I turno            | Alpha Oumar Konaré     | 1.056.819 | 95,80 | Eletto     |
| Presidenziali 2002 | I turno            | Soumaïla Cissé         | 333.525   | 21,31 | Non eletto |
| Presidenziali 2002 | II turno           | Soumaïla Cissé         | 498.503   | 34,99 | Non eletto |
| Presidenziali 2007 | I turno            | Amadou Toumani Touré a | 1.612.912 | 71,20 | Eletto     |
| Presidenziali 2013 | I turno            | Dramane Dembélé        | 298.748   | 9,59  | Non eletto |
| Presidenziali 2018 | Presidenziali 2018 | - b                    | - b       | - b   | - b        |
| a Sostenuto anche dall'Unione per la Repubblica e la Democrazia (Alleanza per la Democrazia e il Progresso) b Sostiene la candidatura di Ibrahim Boubacar Keïta, risultato eletto |                    |                        |           |       |            |